# Mike Little
Mike Little (12 de maio de 1962, Stockport, Inglaterra) é um desenvolvedor site inglês e co desenvolvedor com Matt Mullenweg do software site gratuito e de código aberto WordPress.
WordPress é considerado o sucessor oficial de uma ferramenta de blogs desenvolvida pelo programador francês Michel Valdrighi chamada b2/cafelog que foi lançada em 2001.
Em 2002 Valdrighi deixou de desenvolver b2, e o 24 de janeiro de 2003 Matt Mullenweg, um utente de b2/cafelog, escreveu em seu blog que estaria disposto a criar uma bifurcación do projecto. Little cedo pôs-se em contacto com Mullenweg e deixou um comentário em seu blog que dizia: "Se vais em sério a respeito de bifurcar b2, interessar-me-ia contribuir. Estou seguro de que há um ou mais dois na comunidade que também está-lo-iam. Quiçá uma publicação no foro B2, sugerindo uma bifurcación seria um bom ponto de partida".
Pouco depois, Little e Mullenweg começaram a trabalhar juntos no desenvolvimento de WordPress, lançando a primeira versão o 27 de maio de 2003.
Em junho de 2013, Little recebeu o prêmio "Contribuição Destacada ao Digital" de SAScon por sua participação na cofundación e desenvolvimento de WordPress.

### Livros
- Douglass, Robert T.; Little, Mike; Smith, Jared W. (2006). Building On-line Communities With Drupal, PhpBB, and WordPress[9]